# Speelgoedmuseum De Kijkdoos
De Kijkdoos was een particulier speelgoedmuseum in Hoorn.
De collectie omvatte speelgoed uit de negentiende en twintigste eeuw. Het museum sloot in 2015 definitief zijn deuren, omdat de inkomsten te laag werden om het museum draaiende te kunnen houden. De collectie is niet verspreid over musea, maar is via een veiling verkocht.
Het museum was gevestigd in een voormalig woonhuis uit de zeventiende eeuw. Het pand is gebouwd aan de Italiaanse Zeedijk die rond 1648 verder verhoogd werd om het water van de Zuiderzee ook bij vloed tegen te kunnen houden. Het woonhuis is onderdeel van de originele bebouwing. Het pand werd in 1962 gekocht door de gemeente en in 1987 overgenomen door Vereniging Hendrick de Keyser. In het pand zijn nog de originele bedstee en een spiltrap aanwezig. De indeling is nog uit de bouwtijd.
Nadat het museum zijn deuren had gesloten, nam Vereniging Hendrick de Keyser het pand op in het woningbestand. De eigenaresse van het museum woonde zelf ook in het pand.